# Coupe de Suisse de hockey sur glace 1957-1958
Navigation
1956-1957 1958-1959
La Coupe de Suisse de hockey sur glace 1957-1958 est la 2e édition de cette compétition de hockey sur glace organisée par la Fédération suisse de hockey sur glace. La Coupe a débuté le 10 novembre 1957 et s'est terminée le 2 mars 1958 avec la victoire du Neuchâtel Sports Young Sprinters HC sur le Lausanne HC.

## Formule
La compétition se déroule en 5 tours. Les vainqueurs d'un tour se qualifient directement pour le suivant.

## Participants
| Ligue nationale A (LNA)                 | Ligue nationale B (LNB) | 1re ligue              |
| --------------------------------------- | ----------------------- | ---------------------- |
| HC Ambrì-Piotta                         | CP Berne                | HC Lugano              |
| HC Bâle-Rotweiss                        | HC Gottéron             | EHC Rot-Blau Bern (de) |
| HC La Chaux-de-Fonds                    | HC Martigny             | HC Sion                |
| Lausanne HC                             | HC Grasshoppers         | HC Soleure             |
| Neuchâtel Sports Young Sprinters HC (T) | HC Petit-Huningue       | Urania Genève Sport    |
| Zürcher SC                              | Servette HC             | EHC Veltheim           |
|                                         | HC Viège                |                        |

## Nombre d'équipes par ligue et par tour
| Ligue/Manche      | Premier tour | Deuxième tour | Quarts de finale | Demi- finales | Finale |
| ----------------- | ------------ | ------------- | ---------------- | ------------- | ------ |
| LNA 6 clubs       | Aucun        | 4             | 5                | 4             | 2      |
| LNB 7 clubs       | 4            | 7             | 3                | Aucun         | Aucun  |
| 1re ligue 7 clubs | 6            | 1             | Aucun            | Aucun         | Aucun  |
| Total             | 10           | 12            | 8                | 4             | 2      |

## Résultats

### Premier tour
| 10 novembre 1957 | HC Soleure | 1-5 (0-2, 0-2, 1-1) | HC Sion |  |

| 17 novembre 1957 | EHC Veltheim | 3-5 | HC Petit-Huningue |  |

| 17 novembre 1957 | HC Martigny | 24-2 (7-0, 5-1, 12-1) | EHC Rot-Blau Bern (de) |  |

| 20 novembre 1957 | HC Gottéron | 5-4 (1-3, 2-0, 2-1) | Urania Genève Sport |  |

| 24 novembre 1957 | HC Lugano | 4-5 (2-2, 2-3, 0-0) | HC Viège |  |

### Deuxième tour
Le Neuchâtel Sports Young Sprinters HC et le Zürcher SC ne participent pas à ce tour, étant déjà qualifiés pour les quarts de finale en tant que finalistes de l'édition précédente.
| 16 novembre 1957 | HC Sion | 2-0 (0-0, 0-0, 2-0) | HC Grasshoppers |  |

| 22 novembre 1957 | Servette HC | 4-6 (0-3, 3-2, 1-1) | HC Bâle-Rotweiss |  |

| 24 novembre 1957 | HC La Chaux-de-Fonds | 10-2 (3-0, 3-0, 4-2) | HC Petit-Huningue |  |

| 27 novembre 1957 | HC Gottéron | 6-17 (2-4, 1-4, 3-9) | CP Berne |  |

| 28 novembre 1957 | HC Viège | 4-3 (1-2, 2-1, 1-0) | HC Ambrì-Piotta |  |

| 17 décembre 1957 | HC Martigny | 8-13 (3-3, 3-2, 2-8) | Lausanne HC |  |

### Quarts de finale
| 30 novembre 1957 | HC Sion | 4-17 (1-7, 1-2, 2-8) | HC La Chaux-de-Fonds |  |

| 14 janvier 1958 | HC Viège | 2-3 (0-3, 1-0, 1-0) | Zürcher SC |  |

| 4 février 1958 | Neuchâtel Sports Young Sprinters HC (T) | 6-5 (0-1, 3-4, 3-0) | HC Bâle-Rotweiss |  |

|  | Lausanne HC | 5-0 Forfait | CP Berne |  |

### Demi-finales
| 18 février 1958 | Neuchâtel Sports Young Sprinters HC (T) | 5-3 (1-2, 4-1, 0-0) | HC La Chaux-de-Fonds |  |

| 27 février 1958 | Lausanne HC | 6-1 (0-0, 1-0, 5-1) | Zürcher SC |  |

### Finale
| 2 mars 1958 | Lausanne HC | 5-11 (2-4, 2-2, 1-5) | Neuchâtel Sports Young Sprinters HC (T) | Patinoire de Montchoisi, Lausanne 5 500 spectateurs |

| Feuille de match, | Feuille de match,                                                                  | Feuille de match,                                                 | Feuille de match, | Feuille de match,          |
| ----------------- | ---------------------------------------------------------------------------------- | ----------------------------------------------------------------- | --- | -------------------------- |
|                   | Dennison - Dennison — 17 min - Naef — 21 min Dennison — 30 min - Naef (Dennison) - | 1-0 1-1 1-2 2-2 2-3 2-4 3-4 4-4 4-5 4-6 4-7 4-8 5-8 5-9 5-10 5-11 | - Martini (Blank) Blank (Bazzi) — 12 min - Blank (Martini) — 18 min Martini - Blank — 37 min Martini — 39 min Blank — 41 min Streun (Schopfer) — 45 min - Schopfer (Golaz) — 49 min Blank (Streun) — 58 min Blank (Martini) — 59 min | Arbitrage : Muller, Schmid |
| Roseng            | Gardiens                                                                           | Perrottet                                                         | | Arbitrage : Muller, Schmid |
| 2 min             | Pénalités                                                                          | 8 min                                                             | | Arbitrage : Muller, Schmid |
|                   |                                                                                    |                                                                   | | Arbitrage : Muller, Schmid |